# Partito Socialista di Macedonia
Il Partito Socialista di Macedonia (im macedone: Socijalistička Partija na Makedonija; Социјалистичка партија на Македонија) è un partito politico di orientamento socialista e nazionalista fondato nella Repubblica di Macedonia nel 1989.
Affermatosi come prosecutore dell'Alleanza Socialista dei Lavoratori di Macedonia, il partito è guidato da Ljubisav Ivanov-Dzingo.